# Élie Castan (homme politique)
Élie Castan est un homme politique français, maire de Nîmes, de 1914 à 1919.

## Biographie
Fils de sabotier, né en Lozère, Élie Castan est conseiller municipal SFIO à Nîmes dès mai 1908. Il préside, durant la Première guerre mondiale, à de nombreuses conférences socialistes.

## Mandats
- Maire de Nîmes de 1914 à 1919
- Conseiller de l'arrondissement de Nîmes de 1910 à 1919